# Kongoni (sistema operativo)
Kongoni es un sistema operativo GNU/Linux, basado en la afamada distribución Slackware e inspirado por la arquitectura de BSD. Su primera versión estable, Kongoni version 1.12.2 (de nombre-código Nietzsche), ha sido liberada públicamente el 12 de julio de 2009. La misma cumple con las estipulaciones de Free Software Foundation acerca de lo que debe ser software libre. Por esta razón utiliza la versión 2.6.29.4 de Linux-Libre como kernel (este kernel solo contiene firmware y drivers “libres” y ha sido desarrollado por el Latin American Free Software Foundation).
El 24 de julio de 2009, Hannes Calitz notificó que al ser evaluado Kongoni por Free Software Foundation descubrieron dos paquetes no-libres en Kongoni Nietzsche. Luego de eliminar dichos paquetes, Kongoni fue revaluado, logrando ser aceptado finalmente por Free Software Foundation en su lista de distribuciones de GNU/Linux libres.

Debido a la escasa colaboración de parte de la comunidad de usuarios de Kongoni en las áreas de soporte técnico y desarrollo, A.J. Venter, fundador y desarrollador principal de dicha distribución de Linux, abandonó su posición de liderazgo y anunció la posibilidad de ceder dicho proyecto a cualquiera que interesase continuar el mismo.  El proyecto fue retomado por Robert Gabriel Milasan con el propósito de continuar su desarrollo y lanzar una próxima version de Kongoni.